# クリアワイア
クリアワイア（英語: Clearwire Corporation）は、かつて存在したアメリカ合衆国のブロードバンドサービス事業者。モバイルWiMAXによる移動体通信(ほぼ、スプリントのユーザー向け)とWiMAXによる固定接続のサービスを提供していた。2013年7月に、ソフトバンク（現在のソフトバンクグループ）が、スプリントを買収するのとともに、クリアワイアは、スプリントの100%子会社となった。

## 概要
現在のクリアワイアは、2008年12月に、スプリント・ネクステルのWiMAX部門であるXOHMビジネスユニットとクリアワイアが合併して成立した。筆頭株主は、スプリント・ネクステルで、54%の株式保有。スプリントからは、CEOのダン・ヘッセを含め数名が取締役または役員で参加。
新クリアワイアのブランドは「Clear」となり経営陣は旧クリアワイアからクレイグ・マッコーとベンジャミン・ウォルフが、それぞれ横滑りで、会長とCEOに就任した。
2011年には、伸び悩むWiMAXからTD-LTEへ方針転換し、2013年中に全国規模TD-LTEネットワークを構築することを表明していた。

## 沿革

### 創業期
現在のクリアワイアのルーツは、1998年に、Sierra Technologiesが、無線ネットワーク開発の社内部門を、クリアワイア(Clearwire Technologies Inc.)として、スピンオフさせたことに始まる。当時も今も、ブロードバンド接続の為の一般的な方法は、ケーブルTVのケーブル・インターネットか、電話線を使ったADSLであったが、国土が広大なアメリカでは、どちらも利用できない地域が多数存在した。クリアワイアの設立目的は、無線によって、有線ブロードバンド接続相当もしくは、すくなくともダイアルアップ接続より遥かに高速な接続を、サービスとして提供することであった。

## 年表
- 1998年 Sierra Technologiesが、クリアワイア(Clearwire Technologies Inc.)を、無線によるラストワンマイル接続サービスの為に、分離して設立する。本社は、アーリントン(テキサス州)[4]
- 2004年4月 マッコーセルラーの創業者で、億万長者のクレイグ・マッコーが、クリアワイアを買収し、本社をダラス(テキサス州)から、カークランド(ワシントン州)に移す。買収額は、非公表[5]。
- 2004年9月 クリアワイアが、1.6億ドルでNextNetを買収する[6]。
- 2006年7月 クリアワイアが、NextNetをモトローラに売却。同時に、インテル、モトローラから、9億ドルを調達。[7]
- 2007年3月 クリアワイア、NASDAQに上場。IPO価格は、1株25ドルで、約6億ドルを調達[8]。
- 2008年5月7日 スプリントネクステル、クリアワイア、インテル、グーグル、コムキャスト、タイム・ワーナー、ブライトハウス・ネットワークが合弁会社設立で合意。合意案では、スプリント・ネクステルが51%株主。インテルなど5社は、32億ドルの追加出資[9]。
- 2008年12月1日 上記、スプリント・ネクステルのXOHMビジネスユニットとの合併手続きが完了。新会社は、スプリント・ネクステルが54%保有の筆頭株主[1]。
- 2009年1月 Clearブランドとして初のモバイルWiMAXブロードバンドサービスをポートランド(オレゴン州)でサービスイン[10]
- 2009年3月10日 ウィリアム・モロー(最後のボーダフォンジャパン社長)がCEOに就任し、ベンジャミン・ウォルフは副会長に退く。
- 2010年5月 インテルとのWiMAX独占契約解消[11]
- 2010年8月4日 LTEネットワークの試験実施を発表
- 2010年9月1日 日米間相互WiMAXサービスが利用開始[12]
- 2010年11月 従業員15％を解雇し、約15億6,000万ドルを出資者から調達。スプリント11億7600万ドル、コムキャスト1億9600万ドル、タイムワーナー1億300万ドル、インテル5000万ドル、イーグルリバー2000万ドル、ブライトハウス1900万ドル）[13]
- 2010年12月31日 クレイグ・マッコーが、会長から退任してすべての役職から退く[14]。
- 2011年1月18日 ウェスタン・ワイヤレス、ボイスストリーム・ワイヤレスの創業者であるジョン・スタントンが、取締役会会長に指名され就任する[15]。
- 2011年3月10日 ウィリアム・モローがCEOを退任しジョン・スタントン会長がCEO兼務[16]
- 2011年4月 スプリントとの間に2年間で10億ドルのWiMAXサービス提供を約する契約を締結した[17]
- 2011年10月7日 スプリント・ネクステルが2012中ごろに、1900MHz帯でLTEのサービスを始めると発表 [18]。
- 2011年12月13日 新たに7億3400万ドルを調達（公募から4億250万ドル、スプリントから3億3140万ドル）[19]
- 2012年3月1日 グーグル、全保有株、約6.5％を総額6650万ドル（約54億円）1株2.26ドルで売却[20]。
- 2012年10月15日 ソフトバンク社長、孫正義とスプリント・ネクステルCEOのダン・ヘッセは東京で共同記者会見を行い、両社の取締役会が、ソフトバンクが201億ドル（約1兆5,000億円）でスプリント・ネクステルの株式70％を取得することを承認した、と発表した[21]。
- 2012年10月18日 クレイグ・マッコーの投資会社イーグルリバーがスプリントへ持ち株4.5%を約1億ドル(1株2.97ドル)で譲渡したことが明るみに。譲渡後のスプリント保有率は50.8%[22]。
- 2012年12月17日 スプリントの買収提案に合意。残り49%を総額22億ドルで取得。1株2.97ドル[23]。
- 2013年1月8日 ディッシュネットワークがクリアワイアに対し、1株3.3ドルで買収を提案[24]。
- 2013年5月22日 スプリントが買収額を1株3.4ドルまで引き上げると発表[25]。
- 2013年5月29日 ディッシュネットワークが、TOB価格を1株4.4ドルに引き上げる[26]。
- 2013年6月20日 スプリントが買収額を1株5ドル、総額39億ドルまで引き上げると発表[27]。
- 2013年6月27日 ディッシュは買収提案を取り下げると発表[28]。
- 2013年7月8日 臨時株主総会でスプリントの完全子会社化案を承認[29]。
- 2013年9月　スプリントが、クリアワイアの約75%の人員を削減することが明らかになる。[30]